# سیارک ۲۱۰۳
سیارک ۲۱۰۳ (به انگلیسی: 2103 Laverna، نامگذاری:1960FL) دو هزار و صد و سومین سیارک کشف شده‌است که در ۲۰ مارس ۱۹۶۰ کشف شد.
قدر مطلق سیارک برابر ۱۰٫۸۰ است.